# 前体细胞
前体细胞（英語：precursor cell）也被称为母细胞、原始细胞（blast cell），是指已经部分分化而失去大部分干细胞特性的细胞，其分化潛能仅为单能性，较祖细胞更少。前体细胞可视为从干细胞分化到具体细胞的最后一步。